# Hemvärnets Musikkår Värmland
Hemvärnets Musikkår i Värmland, bildades i Karlstad 1976. 1 januari 2011 övergick den till Försvarsutbildarna och omorganiserades som Försvarsutbildarnas musikkår i Värmland.

## Historik
Musikkåren bildades 1976. Medlemmarna i LO-orkestern i Karlstad ville ha fler speltillfållen och musikledaren Bengt Karlsson, som hade ett förflutet som musiker i Värmlands regementes musikkår, fick i uppdrag att undersöka möjligheterna med regementet. Kontakt togs med major Åke Lantz som var hemvärnsofficer och kårens styrelse blev kallade till ett möte med major Lantz hösten 1976. Ett arbetsutskott bildades, bestående av ordförande Tage Skager och musikledare Bengt Karlsson, samt Harry-Åke Nilsson, Gösta Garpelin, Robert Hill och Sven-Olof Wall. Efter att regementschefen överste Per Sune Wallin givit sitt godkännande kunde musikkåren ge sin första konsert som hemvärnsmusikkår på Lottornas julmarknad 1976.
Under sin verksamma tid stod musikkåren för behovet av militärmusik i Värmland. Vid ett antal tillfällen 80-talet svarade den för musiken vid en rad högvaktsavlösningar.

## Ledning

### Kårchefer
- Bengt Karlsson (1976-1985)
- Tage Skager (1985-)

### Dirigenter
- Bengt Karlsson (1976-1985)
- Gösta Garpelin (1985-1986)
- Jan Skager (1987-2010)
- Niklas Lindholm (1999-2010)
- Fredrik Toftgård (2008-2010)

### Hemvärnstrumslagare
- Bengt Karlsson (1976-1985)
- Karl-Gösta Andersson (1986-2007)
- Fredrik Höglund (1996-2010)